# 1643 Brown
1643 Brown è un asteroide della fascia principale. Scoperto nel 1951, presenta un'orbita caratterizzata da un semiasse maggiore pari a 2,4890429 au e da un'eccentricità di 0,2022599, inclinata di 3,51470° rispetto all'eclittica.
L'asteroide è dedicato all'astronomo britannico Ernest William Brown.